# José Carlos Xavier
José Carlos Xavier é um tenor português de carreira internacional.

## Biografia
Bolseiro da Fundação Calouste Gulbenkian, licenciou-se com a classificação máxima e “lode”, no “Viotti” de Vercelli-Itália, onde passou a residir. 

## Carreira

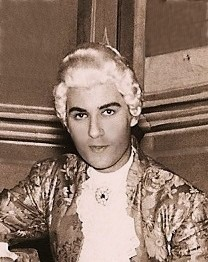
Jcx-manon

No campo da ópera, José Carlos Xavier estreou-se no Teatro Nacional de São Carlos, nas óperas “Miguel Mañara”, “Der Rosenkavalier”, “Louise”, “Dona Mécia”,”Rigoletto”, “Fedora”.
No estrangeiro, foi: Ernesto “Don Pasquale”, Dorvil “Scala di Seta”, Peppe “Pagliacci”, Beppe “Rita”, Des Grieux “Manon”, Werther “Werther”, Testo “Combatimenti di Tancredi e Clorinda”, Tamino “Die Zauberflöte”.
Participou em prestigiados festivais de música, de que se destacam:
Aix-en-Provence, Toulon, Kriens (Lucerne), Vilar de Mouros e Macau.
Interprete de oratório e lied, realizou recitais em diversos países.
Gravou comercialmente para a DECCA (Valentim de Carvalho) e para a Discoteca Básica da SEC.
Realizou recitais para a RTP, TVE, RDP, Radiodiffusion Française.
Professor de Canto no Conservatório Nacional de Lisboa,  formou alguns dos mais prestigiados jovens cantores portugueses.
Fundou o “Concurso Nacional de Canto Luísa Tódi” (oito edições).
Ministrou Master Classes em Portugal e no estrangeiro.
É membro do Júri de concursos nacionais e internacionais, nomeadamente do “Concurso Internacional de Canto de Bidú Sayão”, “Concurso de Canto do Theatro Municipal do Rio de Janeiro”, no Brasil e “Concurso e Festival Internacional de Canto Lírico Ciudad de Trujillo” no Peru.